# Battaglia di Camposanto
La battaglia di Camposanto oppure (secondo le fonti storiche) Campo Santo fu combattuta l'8 febbraio 1743 nel corso della campagna italiana della guerra di successione austriaca presso l'omonimo paese che all'epoca faceva parte del Ducato di Modena sul fiume Panaro (che costituiva il confine naturale con lo Stato Pontificio, così come oggi divide il bolognese dal modenese).
Lo scontro vide coinvolti l'esercito spagnolo-napoletano, agli ordini del generale Jean Thierry du Mont, conte di Gages e forte di 11 400 fanti, 2 600 cavalieri e 12 cannoni, contro l'esercito austro-piemontese, comandato dal feldmaresciallo austriaco Otto Ferdinando von Traun, che poteva contare su 9 000 fanti, 3 000 cavalieri e 25 cannoni. Alla battaglia, nelle truppe dell'esercito del Regno di Sardegna, partecipò con valore anche il barone Wilhelm von Leutrum.
Gli austro-sardi riuscirono a fermare gli spagnoli, i quali subirono gravissime perdite (4 000 uomini contro i 2 000 delle forze austro-sabaude). Calata la notte, Traun fece tornare il proprio esercito verso le fortezze di Bomporto e Mirandola, e Gages ordinò la ritirata dietro il Panaro. Gli austro-sardi rimasero padroni di Camposanto, che subì un saccheggio. Entrambi i governi si attribuirono la vittoria della sanguinosa battaglia.

## Contesto
Nel gennaio 1743, l'esercito spagnolo del generale Gages, composto da 13 000 uomini, si trovava a Bologna, a sud del fiume Panaro. Allo stesso tempo, gli 11 000 uomini dell'esercito austriaco e sardo-piemontese di Otto Ferdinando von Traun si trovavano invece a nord del fiume, cercando di bloccare i tentativi di Gages di attraversare gli argini del fiume. Traun avrebbe preferito una manovra di difesa piuttosto che rischiare di combattere con il suo esercito un'aperta battaglia contro l'avversario, ma a Madrid vi erano più preoccupazioni politiche che strategiche. Avendo assolutamente bisogno di una vittoria nell'ambito della guerra di successione austriaca, Filippo V di Spagna e la sua regina Elisabetta Farnese ordinarono il 31 gennaio a Gages di cercare il nemico e di lanciare un'offensiva o rassegnare le sue dimissioni. Di conseguenza, Gages dovette partire da Bologna per cercare deliberatamente uno scontro decisivo con l'austriaco Traun.
Fortunatamente per Gages, il maresciallo Traun era pronto a fargli fronte, quasi per lo stesso motivo politico: consapevole della critica che gli era stata mossa da Vienna (dove i suoi nemici connazionali cercavano di allontanarlo dal comando) e tenuto conto della recente conquista della Savoia da parte della Spagna (che avrebbe potuto indurre il Re di Sardegna a negoziarne la restituzione con la corona spagnola), il maresciallo Traun pensò che una vittoria avrebbe soffocato ogni malumore a Vienna e avrebbe indotto gli alleati dell'Austria a riflettere due volte sulla possibilità di negoziazione. Raccogliendo il suo esercito, Traun si mosse per bloccare il percorso di Gages e impedirgli di avanzare ulteriormente verso Modena.
I due eserciti si incontrarono così a metà strada, nel villaggio di Camposanto.

## Preparativi

Lo stemma comunale di Camposanto presenta una spada e una scimitarra in ricordo della battaglia

Dopo aver ricevuto il 31 gennaio l'ordine reale perentorio, Gages, con un pretesto, fece chiudere le porte della città di Bologna il 1º febbraio e fece organizzare un ballo, per sviare l'attenzione dei partigiani filoaustriaci presenti in città
Dopo aver lasciato Bologna la notte del 2 febbraio, Gages si mosse verso Crevalcore, dove si accampò con i suoi 12 000 uomini. Il giorno 3 febbraio attraversò il fiume Panaro nei pressi di Camposanto ed entrò così nel Ducato di Modena. Nel frattempo fece costruire due ponti (uno di barche e uno di carri) per consentire l'attraversamento della fanteria e dell'artiglieria, che si accampò a Camposanto. Poco dopo, venne spedito un distaccamento di 3 000 uomini verso i nemici che si trovavano a San Felice sul Panaro, i quali però vennero avvisati e si rifugiarono nel castello dei Pico a Mirandola. Altri uomini furono mandati lungo il corso del fiume Panaro, fino allo sbocco sul fiume Po: giunti a Bondeno trovarono e incendiarono venti barche cariche di viveri, foraggi, vestiti e 2 000 sacchi di farina
Il 4 febbraio l'esercito si spostò a Solara, da cui il giorno seguente fu mandato verso la vicina Bomporto un contingente di 3 000 uomini guidato dal generale conte di Beaufort e da Fernando Della Torre, al fine di provocare a battaglia i nemici, ma senza esito: dopo tre ore di vana attesa dovettero rientrare all'accampamento. Il giorno dopo l'esercito tornò a Camposanto, per far credere al nemico di dirigersi verso il mantovano (e in tal modo espugnare Bomporto). Nel frattempo, seicento uomini comandati dal brigadiere marchese di Barcena (capo delle guardie spagnole) e dal colonnello Campò (comandante delle Guardie Vallone) erano rimasti a Camposanto a presidiare i ponti sul Panaro.
Il giorno 6 febbraio, dopo aver raggruppato tutte le truppe disponibili, si presentarono finalmente i nemici austro-sabaudi, che rimasero in attesa a tre miglia di distanza da Camposanto fino alle 14:00 del giorno seguente, ritirandosi successivamente e ripresentandosi alle 10:00 del mattino del giorno 8 febbraio.

## Forze in campo

### Schieramento spagnolo
L'esercito spagnolo era guidato dal generale belga Jean-Bonaventure-Théry du Mont, conte di Gages, ed era composto da 14 000 italiani e spagnoli, suddivisi in 14 reggimenti di fanteria (per un totale di 40 battaglioni) e 2 reggimenti di cavalleria e 2 di dragoni (per un totale di 12 squadroni). L'artiglieria poteva contare su 12 pezzi. Le truppe erano schierate avendo alle spalle il fiume Panaro e il villaggio di Camposanto.
Ala sinistra
- reggimento Parma (2 battaglioni)

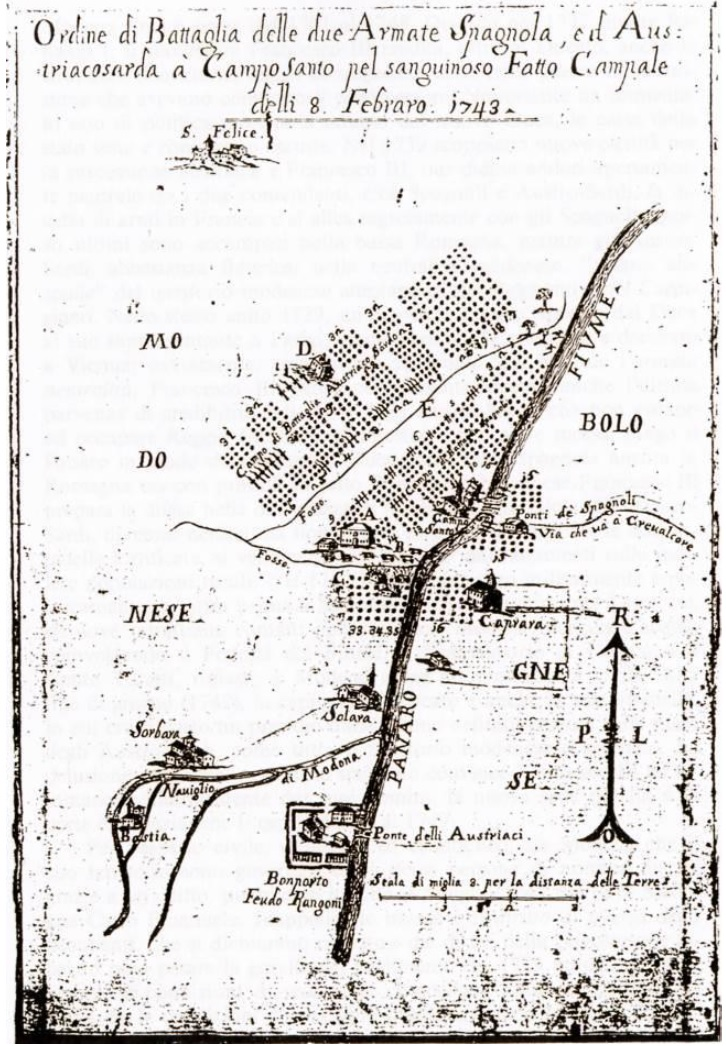
Ordine di Battaglia delle due Armate Spagnola ed Austriaco-sarda a Camposanto pel sanguinoso Fatto Campale delli 8 Febraro 1743 (Archivio storico del Comune di Modena)

- reggimento Bessler (2 battaglioni svizzeri)
- guardie vallone (6 battaglioni)
- reggimento Wirtz (1 battaglione)
- dragoni di Sagunto (3 squadroni) - colonnello Juan de Castro
- due compagnie di tiratori albanesi e italiani (per proteggere il ponte per Crevalcore alle spalle)

Centro
- prima linea:
  - reggimento Castiglia (2 battaglioni)
  - reggimento Lombardia (2 battaglioni),
  - reggimento Fiandre (2 battaglioni)
  - Guardie Spagnole (6 battaglioni)
- seconda linea:

(tenente-generale Macdonnell)
- - reggimento Hibernia (2 battaglioni irlandesi)
  - reggimento Irlanda (2 battaglioni irlandesi)
  - reggimento Reyna (2 battaglioni)
  - reggimento Corona (2 battaglioni)
  - reggimento Guadalajara (2 battaglioni)

Ala destra
(Josè Carrillo de Albornoz duca di Montemar)
- reggimento di cavalleria Reyna (3 squadroni)
- Carabineros (3 squadroni)
- dragoni Reyna (3 squadroni)
- reggimento dei fucilieri catalani (2 battaglioni) - all'esterno
- una compagnia di Ussari - all'esterno

### Schieramento austriaco
L'esercito austriaco era guidato da Otto Ferdinand conte di Traun ed era composto 12 000 uomini e 25 cannoni, suddivisi in 6 reggimenti austriaci (16 battaglioni), 6 reggimenti sabaudi (8 battaglioni), 2 reggimenti di corazzieri austriaci (12 battaglioni), un reggimento di cavalleria sabauda (2 squadroni), un reggimento di dragoni sabaudo e un reggimento di dragoni misto austro-piemontese (6 squadroni), e 10 squadroni austriaci di ussari.
Estrema destra
(sulla strada per Solara)
- unità partigiane

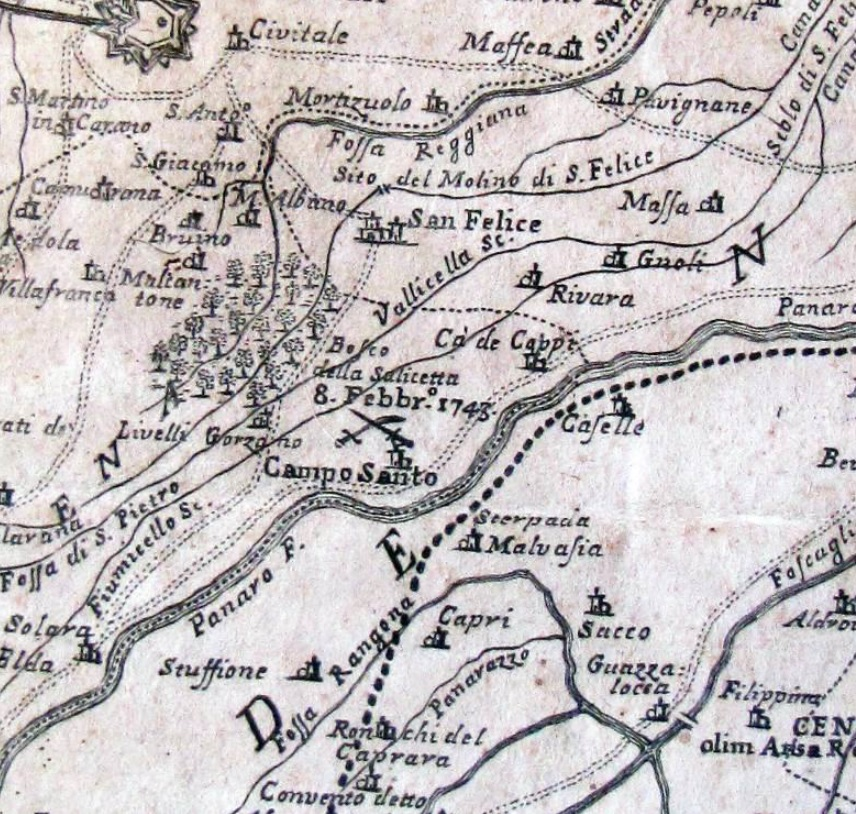
Domenico Vandelli, Mappa del territorio modenese (1746). Particolare con l'indicazione del campo di battaglia

- uno squadrone del reggimento ussari Havor

Ala destra
- prima fila:
  - reggimentio Alt-Wallis (3 battaglioni)
  - reggimento Roth (2 battaglioni)
  - reggimento Deutschmeister (2 battaglioni)
  - reggimento Traun (3 battaglioni)
- seconda fila:
  - reggimento di dragoni misto auto-sabaudo
  - uno squadrone di ussari insurrezionali
  - reggimento di Ussari Moroser (2 squadroni), coperti da tiratori slavi
- terza fila:
  - reggimento austriaco Diesbach (3 battaglioni)
  - reggimento austriaco Piccolomini (3 battaglioni).

Centro
- prima fila:
  - reggimento sabaudo Schulenberg (un battaglione)
  - primo battaglione del reggimento sabaudo di fanteria Diesbach
  - reggimento Savoia, colonnello barone de Chabod
- seconda fila
  - reggimento di ussari slavi
  - squadrone di ussari insurrezionali, coperto da tiratori slavi
- terza fila:
  - secondo battaglione del reggimento sabaudo di fanteria Diesbach
  - reggimento sabaudo Rehbinder (1 battaglione)
  - reggimento sabaudo Piemonte (2 battaglioni)

Ala sinistra
- prima fila:
  - reggimento austriaco corazzieri Miglio (6 squadroni)
  - reggimento Savoia (2 squadroni)
  - reggimento ussari Havor (3 squadroni)
- seconda fila:
  - reggimento corazzieri Berlichingen (6 squadroni)
  - reggimento dragoni Regina (2 squadroni)

## Battaglia

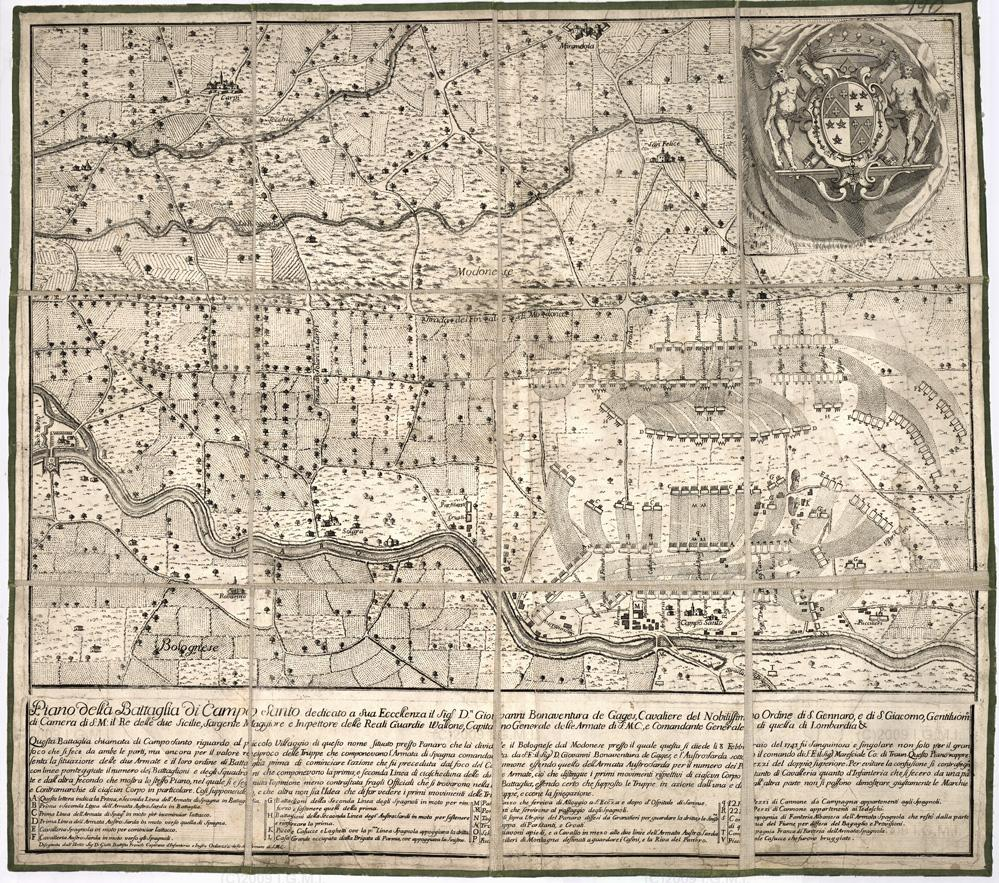
Gian Battista French, Piano della battaglia di Campo Santo (incisione, 1743)

La mattina della battaglia, Gages schierò alla periferia del villaggio di Camposanto il suo esercito in modo tradizionale, con la sua fanteria al centro divisa in due linee ravvicinate e la cavalleria sulle ali. L'artiglieria era suddivisa in tre batterie.
Anche Traun posizionò il suo esercito allo stesso modo, ma essendo in leggera inferiorità numerica, scelse di giocare la partita con una strategia non ortodossa: invece di allinearsi direttamente agli spagnoli, spostò le sue truppe verso nord-ovest, in modo che il centro della fanteria di Traun fosse direttamente di fronte al divario esistente tra la fanteria e l'ala destra della cavalleria degli avversari. Anche se questo significava che Traun avrebbe avuto una maggiore superiorità nei numeri in questa ala, potendo anche portare un attacco al fianco destro spagnolo, al contempo il proprio fianco destro sarebbe stato comunque vulnerabile ad un attacco laterale spagnolo. Pare che il feldmaresciallo si affidò alle truppe di quella ala per ritardare gli spagnoli abbastanza a lungo affinché l'azione sull'altra sua ala fosse decisiva.
La fortuna aiutò gli austriaci, poiché dopo due ore di scambi di artiglieria Gages decise di lanciare l'attacco solo alle ore 16:00 di quel pomeriggio invernale, lasciando così solo poche ore di luce diurna per la battaglia.
Inizialmente, gli spagnoli avanzarono con successo con entrambe le ali, laddove la propria cavalleria spinse indietro la cavalleria austro-piemontese, ferendo fatalmente il conte d'Aspremont nell'azione e catturando otto stendardi nemici, un paio di tamburi e diversi prigionieri, e lasciando così vulnerabile la fanteria austriaca.
Tuttavia, invece di serrare i ranghi per attaccare anche la fanteria, gli spagnoli riuscirono a cacciarli fuori dal campo di battaglia. Traun stabilizzò il fianco sinistro e condusse la sua fanteria all'attacco contro gli spagnoli. Nel frattempo, il conte Schulenberg raggruppò la cavalleria austriaca sul fronte destro austriaco e lanciò una controffensiva contro la cavalleria spagnola. Sull'altro fianco, il generale Wilhelm von Leutrum (in sostituzione di Aspremont) portò la sua ala anche in avanti, schiacciando l'ala destra spagnola. A questo punto, però, l'oscurità costrinse l'esercito austriaco a ritirarsi verso le ore 21:00. Da parte loro, gli spagnoli, invece di attaccare, decisero di desistere poiché non si vedeva più nulla a causa del buio e del denso fumo. A causa del fumo e dell'oscurità, molte unità persero l'orientamento: un battaglione del reggimento Guadalajara marciò in direzione delle colonne avanzate della fanteria austro-sarda e dovette arrendersi dopo una breve difesa all'interno delle mura di una fattoria.
Alla mezzanotte gli spagnoli convocarono il proprio consiglio di guerra e, sebbene alcuni generali intendessero attaccare il giorno seguente, Gages pensò che fosse troppo rischioso, dal momento che gli avversari erano tornati verso le proprie fortezze di Bomporto e Mirandola. L'esercito spagnolo decise così di tornare indietro attraversando il fiume Panaro verso Bologna, sgombrando tutto il campo di battaglia alle 5:00 del mattino del giorno 9 febbraio ed infine bruciando dietro di se i due ponti fluviali.
La mattina stessa del 9 febbraio il villaggio di Camposanto venne saccheggiato dagli austropiemontesi.

## Perdite
Le perdite nella battaglia furono 1 755 morti, 1 307 feriti e 824 prigionieri per gli spagnoli, mentre il fronte austro-piemontese soffrì 397 morti e 1 153 feriti o prigionieri. Traun stesso ebbe due cavalli colpiti e morti durante la battaglia.
Secondo le fonti spagnole, la stima delle perdite ammontarono a circa 1 600 spagnoli e 4 500 austriaci.

## Conseguenze
Gages si ritirò a Bologna, ma già il 26 marzo fu costretto a ritirarsi a Rimini. Nonostante questo, la battaglia fu ampiamente considerata come una vittoria a Madrid, tanto che De Gages venne insignito con il titolo di "conte di Camposanto" per celebrare la sua "vittoria". Dopo la battaglia, la Francia promise il sostegno e la cooperazione con gli spagnoli, ma per il momento Traun aveva salvato l'Italia settentrionale di Maria Teresa d'Austria.